# Вот V-80
Вот V-80 (енгл. Vought V-80) је једноседи амерички ловачки авион који је производила фирма Вот (енгл. Vought). Први лет авиона је извршен 1933. године. 

Највећа брзина у хоризонталном лету је износила 304 km/h. Размах крила је био 10,97 метара а дужина 9,44 метара. Маса празног авиона је износила 917 килограма а нормална полетна маса 1558 килограма. Био је наоружан са 4 митраљеза калибра 7,62 мм Браунинг.

## Наоружање
| Наоружање авиона: Вот          |      |
| Ватрено (стрељачко) наоружање  |      |
| Топ                            |      |
| Митраљез                       |      |
| Број и ознака митраљеза        | 4    |
| Калибар                        | 7,62 |
| Бомбардерско наоружање (бомбе) |      |
| Ракетно наоружање (ракете)     |      |